# 全日本アミューズメント施設営業者協会連合会
一般社団法人全日本アミューズメント施設営業者協会連合会（ぜんにっぽんアミューズメントしせつえいぎょうしゃきょうかいれんごうかい、英: All Nippon Amusement Machine Operators' Union、略称：AOU）は、かつて存在した日本のゲームセンターなど遊技場や遊戯施設を運営する企業の業界団体。2018年4月に日本アミューズメントマシン協会（JAMMA）と合併し、新たに設立された日本アミューズメント産業協会（JAIA）の施設営業事業部となった。元警察庁所管。

## 概要
1985年10月に任意団体「全日本アミューズメントマシン・オペレーター連合会」として設立され、1990年3月に社団法人として認可を受けた。活動内容は、遊戯施設健全化のためのガイドライン作成、業界関係諸団体や官公庁との連携、ジャパンアミューズメントエキスポ（2012年まではAOUエキスポ）の開催、機関誌の発行などである。団体名にあるように、正会員は各県の協会となっていたが、2016年にオペレーター単位での加盟に組織変更された。
マスコットキャラクターは「ゲーミィ君」。ゲームセンターの複合的な娯楽性をキャラクター化した架空の動物。AOUの社団法人化10周年を記念して、新しいAOUロゴとともに制定された。
2017年6月に開催された第28回通常総会において、2018年4月に日本アミューズメントマシン協会（JAMMA）と統合し、AOUは2018年3月末をもって解散することを決定した。2018年4月1日、JAMMAとAOUが吸収合併して日本アミューズメント産業協会が発足した。なお、合併後は「施設営業事業部」として業務を継承している。

## 沿革
※この項の主な出典による。
- 1973年 - 全日本遊園協会(JAA)設立。
- 1980年12月 - JAA解散。遊園施設・AM・オペレーターの3部会はそれぞれ独立した団体設立を模索する[6]。
- 1981年3月 - 日本アミューズメントオペレーター協会(NAO)設立[7]。同年1月には日本アミューズメントマシン工業協会(JAMMA)[8]、3月には全日本遊園施設協会(JAPEA)がJAA各部会の後継として設立される[9]。
- 1985年
  - 2月 - 風俗営業等取締法の大幅改正によって成立した風俗営業等の規制及び業務の適正化等に関する法律が施行され、ゲームセンターが「8号営業」として法的規制の枠内に入る[注 1][要出典]。
  - 3月 - NAOが定期総会で新組織の設立に伴う解散を決議[10]。
  - 6月 - 新協会設立の準備委員会が発足する[11]。
  - 10月22日 - NAO解散[12]
  - 10月23日 - 任意団体「全日本アミューズメントマシン・オペレーター連合会」(AOU)設立、会長に中西昭雄（東京都協会長、タイトー）が就任する[12]。
- 1986年
  - 3月 - 第一回AOUアミューズメントエキスポ（AOUショー）開催。全日本遊園施設協会(JAPEA)機関誌は『アミューズメント産業』[13]。
  - 8月 - 所属企業の不祥事により中西昭雄が会長を辞任する[14]。
- 1987年10月 - 中西の後任として梅原靖三（大阪府協会長、関西カクタス）が会長に就任する[15]。
- 1990年3月23日 - 公益法人設立認可を受け、警察庁所管の「社団法人全日本アミューズメント施設営業者協会連合会」設立[要出典]。法人設立後の初代会長を引き続き梅原が務める。
- 1993年 - 47都道府県すべての地区協会がAOUに加盟する。
- 1994年 - 第2代（任意団体時代から数えると第3代）会長に入江昭造（栃木県協会長、たつみ娯楽）が就任する[16]。
- 1995年 - JAMMA、NSAと共同で11月23日（2001年より毎月23日）を「ゲームの日」と制定、以降イベントを実施している。
- 2001年 - ロゴマークを刷新するとともにマスコット「ゲーミィ」を導入、キャラクター名は公募により選ばれた。
- 2005年
  - 4月 - AOU・JAMMA・NSAの3団体幹部による懇談会が行われ、団体統合のための特別委員会設置が決定される。
  - 11月 - 全日本クレーンゲーム選手権の第1回大会が開催される[17]。
- 2006年
  - 5月 - 会長に飯澤幸雄（東京都協会長、タイトー）が就任する。
  - 12月 - 3団体統合の準備組織である「日本アミューズメント産業協会(JAIA)」が設立される[18]。
- 2007年4月 - ゲーミィのデザインを変更、「イケメン[19]」に生まれ変わる。
- 2012年4月1日 - 「一般社団法人全日本アミューズメント施設営業者協会連合会」に組織変更、同日JAMMAが全日本遊園施設協会(JAPEA)、日本SC遊園協会（NSA)を統合し「一般社団法人日本アミューズメントマシン協会」に組織変更。
- 2013年 - AOUエキスポをアミューズメントマシンショー（AMショー、JAMMAショー）と統合、「ジャパンアミューズメントエキスポ」として2月に開催。
- 2016年6月 - JAMMA統合の経過措置として、会員資格を「各県事業者協会」からオペレーターが直接会員となる制度に変更する[20][21]。会長に菊池康男（福岡県協会長、ワイドレジャー）が就任する。
- 2017年9月 - 理事会でJAMMAとの統合を正式承認[22]。
- 2018年
  - 3月5日 - 臨時総会で解散及びJAMMAとの合併を承認[1]。
  - 3月31日 - 解散[1]。
  - 4月1日 - JAMMAとAOUが合併し、一般社団法人日本アミューズメント産業協会（JAIA）が発足[2]。

## 主な事業

### 青少年指導員養成講座
1983年から、主に店舗の管理者（風適法第24条に定められたもの）を対象として実施されている。当初は青少年育成国民会議との共催であったが、同会議の解散により2009年はAOUの単独開催、2010年以降は全国防犯協会連合会との共催となる。

### アミューズメント産業界実態調査
1993年度よりAOU・JAMMA・NSAの共同事業として開始された。種類別の機械売上高や店舗売上高、市場規模なども含めた調査を行っている。2008年度からは3団体統合のための組織であるJAIAに事業が移されている。

### ゲームセンター等における景品の取扱い要領
ゲームセンターにおいて景品を提供する機械（プライズ機）で提供される景品について、その種類や提供方法について定めたもの。いわゆる「800円規制」（景品の価格を市価800円までとする）や、七号転用機での景品提供禁止が規定されている。

### ゲームの日
1995年にAOU・JAMMA・NSA3団体によって11月23日を「ゲームの日」と制定した。JAIAの設立とともに事業が移管されている。AOU加盟企業の店舗では当日を「ファン感謝デー」としてイベントを開催するほか、毎月23日をサービスデーとし、大手オペレーターでは独自呼称を用いてイベント等の開催をしている。なお、北九州市は毎月23日を「ノーテレビ・ノーゲーム・読書の日」と定めている。

### アミューズメントラブ・エイド
都道府県協会を中心として、11月23日のゲームの日周辺で行われるもの。児童福祉施設、障害者福祉施設の入所者などを会員企業の施設へ招待する、また施設へ訪問するなどの社会奉仕イベントである。

### クレーンゲーム選手権
2005年より開催。第1回のみTVチャンピオンとのタイアップとして全国大会（決勝）が同年11月に、第2～5回は翌年2月のAOUエキスポでの決勝大会が行われていた。2010年より「みんなのクレーンゲーム選手権」にリニューアルし2012年度まで開催された。

### 天下一音ゲ祭
AOU主催によるアーケード用音楽ゲームの全国大会。AOUの店舗活性推進委員会が企画している。2014年より毎年開催されており、「全国頂上決戦」はJAEPOの定番イベントとなっている。
これまで音楽ゲームのメーカーの枠を超えたイベントが開催されたことはあるが、コナミも含めた音楽ゲームのイベントを行うのは本大会が初めて。
過去にコナミは『beatmaniaシリーズ』に類似しているとして、アーケードゲーム『VJ』を対象に訴訟を起こしたことで、『VJ』を直営店に設置していたセガとナムコとの間に軋轢が生まれた経緯があり、コナミ、セガ、バンダイナムコの3社の音楽ゲームの共演は実現が難しいと考えられていたことから、ライターのさかまきうさろーるは本大会の開催を報じた記事の中で「今回の大会は感慨深いものになりそう」と述べている。
店舗予選からブロック決勝を経て、勝ち残ったプレイヤーが翌年のジャパンアミューズメントエキスポ（JAEPO）にて行われる決勝大会「全国頂上決戦」にて雌雄を決する。店舗予選とブロック決勝は、AOU加盟店で開催され、またそれらの課題曲はAOU加盟店にのみ配信される（決勝大会終了後にAOU非加盟の店舗にも配信）。
店舗でのブロック決勝では一部店舗から大会の模様を配信する場合もあるが、頂上決戦の模様はニコニコ生放送でのみ配信される事が慣例となっている。
2018年4月1日、日本アミューズメントマシン協会(JAMMA)と全日本アミューズメント施設営業者協会連合会(AOU)が合併し、日本アミューズメント産業協会(JAIA)が設立したため、第5回はJAIA主催となった。ただ、主催の中で通知に関して重大問題を起こす経緯をたどってしまい、謝罪文面を提示する回となってしまった。2019年内のニュース更新の一部文言にて『天下一音ゲ祭の発展的終了』との旨が掲載され自然消滅的に大会の歴史を幕引きする経過へ移行。その掲載通りに2019年でアナウンスは行われず、JAIAとして大会を企画していく役割からは身を引いたと思われる。ただし、可能性として第1回大会で行われていたような他社交流による楽曲移植が行われる可能性の記載もニュース更新内では掲載されている。実際に実現になるかは2020年2月時点では不明である

#### 第1回（2014年）
初回は「天下一音ゲ祭」はブロック決勝までで、JAEPOで開催される「全日本音ゲー頂上決戦」は別組織の主催であり、その出場プレイヤーをAOUが推薦する、という形式だった。また優勝者は主催組織にプロゲーマーとして登録される副賞があり、さらに全機種の頂上決戦参加者を地域で分割した団体戦も行われた。
課題曲には相互移植楽曲と新曲があり、新曲は四大元素がモチーフとなっている。
対象機種
- jubeat saucer fulfill（コナミ）
- maimai ORANGE（セガ）
- グルーヴコースター（タイトー）
- 太鼓の達人 キミドリver.（バンダイナムコ）

| 曲名               | アーティスト | 初出                             |
| ------------------ | ------------ | -------------------------------- |
| FLOWER             | DJ YOSHITAKA | jubeat knit APPEND               |
| Garakuta Doll Play | t+pazolite   | maimai GreeN                     |
| Got more raves?    | E.G.G.       | グルーヴコースター（アーケード） |
| きたさいたま2000   | LindaAI-CUE  | 太鼓の達人 ぽ〜たぶる2           |

| 曲名           | アーティスト     | 代表機種           | 四大元素 |
| -------------- | ---------------- | ------------------ | -------- |
| Scars of FAUNA | 猫叉Master       | jubeat             | 土       |
| VERTeX         | Hiro             | maimai             | 水       |
| FUJIN Rumble   | COSIO（ZUNTATA） | グルーヴコースター | 風       |
| Ignis Danse    | Yuji Masubuchi   | 太鼓の達人         | 火       |

#### 第2回（2015年）
課題曲はすべて新曲となった。新たに「チャレンジ枠」として『シンクロニカ』でも開催されるため、バンダイナムコは2機種で参加することになった。またコナミは前回と違う作品で参加しているほか、『maimai』と『太鼓の達人』は店舗予選とブロック決勝の間に新バージョンに移行している。
この回より、予選参加者に抽選でスペシャルCDのプレゼントを開始。
全国頂上決戦では、『SOUND VOLTEX III』決勝戦で「月光乱舞」GRAVITY譜面がサプライズ公開され、決勝進出者が初見で競うこととなった。
対象機種
- SOUND VOLTEX III GRAVITY WARS（コナミ）
- maimai ORANGE PLUS → maimai PiNK（セガ）
- グルーヴコースター2 ヘヴンリーフェスティバル（タイトー）
- 太鼓の達人 ムラサキVer. → ホワイトVer.（バンダイナムコ）
- シンクロニカ（バンダイナムコ） ※チャレンジ枠

| 曲名              | アーティスト       | 機種                                         |
| ----------------- | ------------------ | -------------------------------------------- |
| マサカリブレイド  | REDALiCE           | SOUND VOLTEX III GRAVITY WARS                |
| Aiolos            | xi                 | maimai ORANGE PLUS                           |
| Solar Storm       | xi                 | グルーヴコースター2 ヘヴンリーフェスティバル |
| 朱の旋律          | AILE（アイル）     | 太鼓の達人 ムラサキVer.                      |
| 夜明けまであと3秒 | Taku Inoue（BNSI） | シンクロニカ                                 |

| 曲名              | アーティスト       | 機種                                         |
| ----------------- | ------------------ | -------------------------------------------- |
| 月光乱舞          | P*Light            | SOUND VOLTEX III GRAVITY WARS                |
| Axeria            | AcuticNotes        | maimai PiNK / maimai ORANGE PLUS             |
| Black MInD        | COSIO（ZUNTATA）   | グルーヴコースター2 ヘヴンリーフェスティバル |
| 夜明けまであと3秒 | Taku Inoue（BNSI） | 太鼓の達人 ホワイトVer. / ムラサキVer.       |
| 朱の旋律          | AILE（アイル）     | シンクロニカ                                 |

#### 第3回（2016年）
機種は前回と同じだが、前回チャレンジ枠の『シンクロニカ』は本大会に採用されず、またチャレンジ枠もなくなった。『SOUND VOLTEX』と『maimai』は、ブロック決勝と全国頂上決戦の間に新バージョンに移行している。
課題曲は店舗予選が新曲、ブロック決勝が相互移植曲と、第1回の逆となっている（ただし、相互移植曲は全機種に全曲の移植ではなく、特定機種への特定楽曲の移植のみ）。相互移植曲は、10月3日に行われたライブ配信番組「げーおん!」にて、各メーカースタッフによる公開抽選で決定した。
全国頂上決戦では、『太鼓の達人』決勝戦で新曲「8OROCHI」がサプライズ公開され、決勝進出者が初見で競うこととなった。
対象機種
- SOUND VOLTEX III GRAVITY WARS → SOUND VOLTEX IV HEAVENLY HAVEN（コナミ）
- maimai PINK PLUS → maimai MURASAKi（セガ）
- グルーヴコースター3 リンクフィーバー（タイトー）
- 太鼓の達人 レッドVer.（バンダイナムコ）

| 曲名          | アーティスト      | 機種                                 |
| ------------- | ----------------- | ------------------------------------ |
| 極圏          | cosMo VS dj TAKA  | SOUND VOLTEX III GRAVITY WARS        |
| Nitrous Fury  | Jun Senoue        | maimai PINK PLUS                     |
| Scarlet Lance | MASAKI（ZUNTATA） | グルーヴコースター3 リンクフィーバー |
| 毒LOCANdy♡    | t+pazolite        | 太鼓の達人 レッドVer.                |

| 曲名              | アーティスト       | 機種                                 | 移植元機種                 |
| ----------------- | ------------------ | ------------------------------------ | -------------------------- |
| Solar Storm       | xi                 | SOUND VOLTEX III GRAVITY WARS        | グルーヴコースターシリーズ |
| 夜明けまであと3秒 | Taku Inoue（BNSI） | maimai ORANGE PLUS                   | 太鼓の達人シリーズ         |
| Axeria            | AcuticNotes        | グルーヴコースター3 リンクフィーバー | maimaiシリーズ             |
| マサカリブレイド  | REDALiCE           | 太鼓の達人 レッドVer.                | SOUND VOLTEXシリーズ       |

#### 第4回（2017年）
今回は対象機種を6機種に拡大。大会形式が「JAEPO大会枠」と「ブロック大会枠」とに分かれ、どちらもブロック決勝大会までは開催されたが、全国頂上決戦が行われたのはJAEPO大会枠の4機種のみだった。JAEPO大会枠には、新たに『チュウニズム』（セガ・インタラクティブ）が参戦。前回までの全国頂上決戦の対象機種だった『maimai』と、第2回のチャレンジ枠であった『シンクロニカ』の2機種が、ブロック大会枠の対象となった。なお『maimai』は、店舗予選とブロック決勝の間に新バージョンに移行している。
課題曲は、店舗予選曲はJAEPO大会枠の4機種のみに配信、ブロック決勝曲はそれに『シンクロニカ』も含めた5機種に配信され、『maimai』のみ配信がなかった。店舗予選曲は、第1回以来となる対象全機種への相互移植となる。このうち、「極圏」と「Scarlet Lance」は前回の店舗予選課題曲であった。ブロック決勝曲は、第2回と同じくすべて新曲となった。
JAEPO2018の会場で行われた全国頂上決戦後、AOU店舗活性推進委員会委員長の畦田在隆が登壇し、第5回大会を行うことを宣言した 。
大会日程
- 店舗予選会 2017年11月18〜26日のいずれか
- ブロック決勝大会 12月16日または17日
- 全国頂上決戦 2018年2月10日、JAEPO 2018（幕張メッセ）の主催者ステージで開催

対象機種
- JAEPO大会枠
  - SOUND VOLTEX IV HEAVENLY HAVEN（コナミ）
  - CHUNITHM STAR（セガ）
  - グルーヴコースター3EX ドリームパーティー（タイトー）
  - 太鼓の達人 イエローVer.（バンダイナムコ）
- ブロック大会枠
  - maimai MURASAKi PLUS → maimai MiLK（セガ）
  - シンクロニカ（バンダイナムコ）

| 曲名                | アーティスト              | 初出                                 |
| ------------------- | ------------------------- | ------------------------------------ |
| 極圏                | cosMo VS dj TAKA          | SOUND VOLTEX III GRAVITY WARS        |
| 怒槌                | 光吉猛修                  | CHUNITHM                             |
| Scarlet Lance       | MASAKI（ZUNTATA）         | グルーヴコースター3 リンクフィーバー |
| セイクリッド ルイン | Drop＆祇羽 feat. 葉月ゆら | 太鼓の達人 レッドVer.                |

| 曲名                               | アーティスト            | 機種                           |
| ---------------------------------- | ----------------------- | ------------------------------ |
| GERBERA                            | BEMANI Sound Team "TAG" | SOUND VOLTEX IV HEAVENLY HAVEN |
| Xevel                              | Tatsh                   | CHUNITHM STAR                  |
| ouroboros -twin stroke of the end- | Cranky VS MASAKI        | GROOVE COASTER 3EX DREAM PARTY |
| Taiko Drum Monster                 | steμ feat. siroa        | 太鼓の達人 イエローVer.        |
| Crystal Hail                       | Nhato                   | シンクロニカ                   |

#### 第5回（2018年）
同年4月、JAMMAとAOUの合併によりJAIA主催の大会となった。参加5機種全てにおいて頂上決戦が行われる。また今回から同大会向けの新曲が収録された楽曲ダウンロードカードSONOCAによる配布があり、大会参加者へ5社からランダムに1社の楽曲が収録されたカードが1枚配布されている。maimaiは2大会ぶりの頂上決戦復帰となる他、同機種へコナミ社オリジナル楽曲が初めて収録された大会にもなった。
大会日程
- 店舗予選会 2018年11月3日〜11日のいずれか
- ブロック決勝大会 12月15日または16日
- 全国頂上決戦 2019年1月26日、JAEPO 2019（幕張メッセ）の主催者ステージで開催

対象機種
- JAEPO大会枠
  - SOUND VOLTEX IV HEAVENLY HAVEN（コナミ）
  - CHUNITHM AMAZON（セガ）
  - maimai MiLK PLUS → maimai FiNALE（セガ）
  - GROOVE COASTER 4 STARLIGHT ROAD（タイトー）
  - 太鼓の達人 ブルーVer. （バンダイナムコ）